# Soesterberg
Soesterberg est un village situé dans la commune néerlandaise de Soest, dans la province d'Utrecht. En 2003, le village comptait environ 7 000 habitants.

## La base aérienne

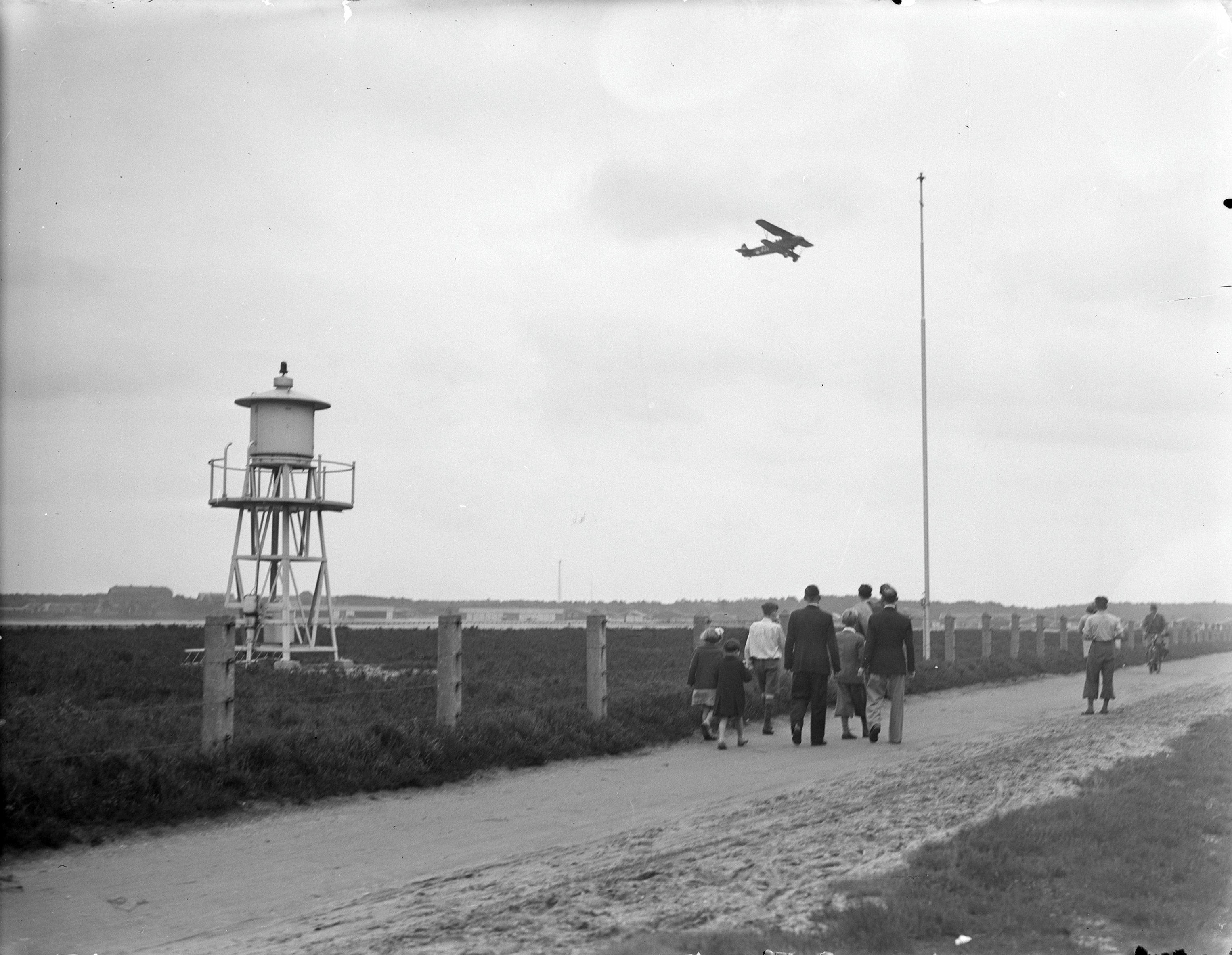
La base aérienne en 1938.

La localité comporte depuis 1910 un terrain d'aviation. Il devient en 1913 une base aérienne militaire. Pendant la Première Guerre mondiale, elle sert de camp de réfugiés pour des milliers de Belges qui avaient fui leur pays.
Après la Seconde Guerre mondiale, la base aérienne de Soesterberg passe sous la juridiction de l’OTAN, avec, à partir de 1954, la présence de soldats américains. Dans les années quatre-vingt, des manifestations sont régulièrement organisées autour de cette emprise pour protester contre les armes nucléaires ; ainsi en 1984, la base a été encerclée par environ 5 000 manifestants. L'armée américaine quitte en 1994 la base, qui ferme en 2008.
Depuis 2014, le site comporte le musée militaire national (nl) des Pays-Bas.